# Suroide
Suroide mit der Siedlung Hexenreihe ist ein Ortsteil der Gemeinde Wietzendorf im Landkreis Heidekreis, Niedersachsen.

## Lage
Suroide liegt in der Lüneburger Heide nördlich von Wietzendorf. 

## Geschichte
Im Jahre 1658 wurde im Dorf, wie auch in den Nachbarorten, eine Reihenschule eingerichtet. Im Jahre 1787 erhielten die Kirchspielgemeinden Suroide und Meinholz dann ein eigenes Schulhaus, welches zwischen die beiden Dörfer gebaut wurde. Im August 1967 wurde die Schule geschlossen. Die Schüler besuchen seitdem den Unterricht in Wietzendorf.
Am 1. März 1974 wurde Suroide in die Gemeinde Wietzendorf eingegliedert.

## Sonstiges
- Das Dorf hatte 1939 insgesamt 125 Einwohner. Die Einwohnerzahl hat sich also bis heute kaum verändert.
- Ortsvorsteher ist Hans-Heinrich Cohrs. (Stand 2013)